# Santa Croce Camerina

Ubicació de Santa Croce Camerina dins de la província

Santa Croce Camerina (sicilià Santa Cruci Camarina) és un municipi italià, dins de la província de Ragusa. L'any 2007 tenia 9.749 habitants. Limita amb els municipis de Ragusa.

## Administració
| Període | Identitat       | Partit |
| ------- | --------------- | ------ |
| 2007-   | Lucio Schembari | FI     |